# Zavezništvo Sahre Wagenknecht
Zavezništvo Sahre Wagenknecht – Razum in pravičnost (nem. Bündnis Sahra Wagenknecht – Vernunft und Gerechtigkeit, BSW) je politična stranka v Nemčiji, ustanovljena leta 2024. 

### Politične usmeritve
Stranka se zavzema za ohranitev nemške kulture in tradicije ter za zmanjšanje priseljevanje iz tujih kultur kot dva pogoja za obstoj socialne države in solidarnosti med državljani Nemčije. Njen cilj je zaščititi nemško nacionalno suverenost, zato tudi zagovarja krepitev vloge države pri nadzoru nad strateškimi industrijami in nasprotuje preveč liberalnim prostotrgovinskim sporazumom med nadnacionalno EU in ostalim svetom. 

### Rezultati volitev v nemških zveznih deželah (Landtage)
| Volitve          | Glasov  | %         | Sedežev  | +/– |
| ---------------- | ------- | --------- | -------- | --- |
| 2024 Saška       | 277,173 | 11.8 (#3) | 15 / 120 | 15  |
| 2024 Turingija   | 190,448 | 15.8 (#3) | 15 / 88  | 15  |
| 2024 Brandenburg | 202,343 | 13.5 (#3) | 14 / 88  | 14  |